# 덴진 (후쿠오카시)

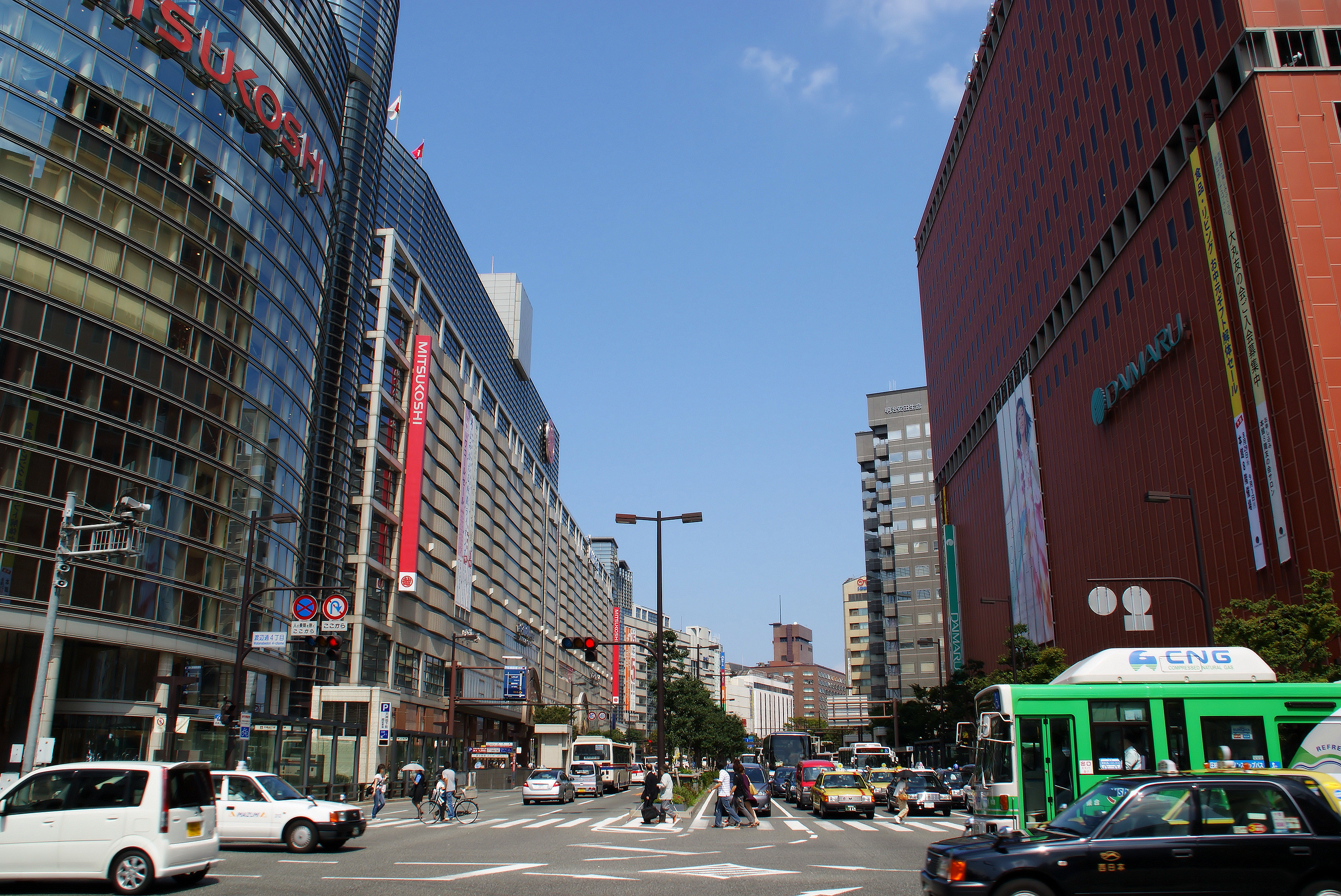
덴진

덴진(天神)은 일본 후쿠오카현 후쿠오카시 주오구에 있는 번화가이다. 백화점 등 상업시설이 고도로 집적된 규슈 최대의 번화가이다. 후쿠오카시의 중심 업무 지구이기도 하다. 하카타역 주변에서 후쿠오카시 지하철로 몇 분 거리에 있으며, 하카타 와의 사이에는 전국적으로도 유명한 환락가 나카스와 미나미신치가 있다. 이는 한국의 광주광역시 충장동에 상당하다.
고도 경제 성장기 이후 일본 각지의 주요 도심과 도심에는 고층 빌딩이 세워지는 가운데 후쿠오카시 중심부에 위치한 덴진은 초고층 빌딩은 적고, 특히 와타나베도리 등 덴진 중심에는 하나도 없다. 이 요인의 하나로서 후쿠오카 공항이 덴진 지역을 포함 후쿠오카시 도심부에 가깝기 때문에, 항공법 제 49조의 규정에 의해 후쿠오카의 제한 표면 (원추 표면)의 범위 내에 포함하는 구조물의 높이에 제한이 걸리기 때문이다.